# هينيكن
هينيكن (بالهولندية: Heineken) وهي شركة هولندية لصنع الجعة، تعدّ أفضل شركة لصنع الجعة في أوروبا وفي العالم نسبة الكحول في الجعة الخاصة بهذه الشركة هي 5%، تأسست هذه الشركة في سنة 1873 من قبل جيرارد أدريان هينيكن ويقع مقرها في مدينة أمستردام عاصمة هولندا.
دى شركة حريمي